# Helina elgonia
Helina elgonia är en tvåvingeart som först beskrevs av Fritz Isidore van Emden 1941.  Helina elgonia ingår i släktet Helina och familjen husflugor.
Artens utbredningsområde är Kenya. Inga underarter finns listade i Catalogue of Life.